# الرصعة (الحيمة الداخلية)

تعديل مصدري - تعديل

الرصعة هي إحدى قرى عزلة بني السياغ بمديرية الحيمة الداخلية التابعة لمحافظة صنعاء، بلغ تعداد سكانها 839 نسمة حسب تعداد اليمن لعام 2004.